# Орион (вспомогательный крейсер)
«Орио́н» (нем. Orion) — немецкий вспомогательный крейсер времён Второй мировой войны. HSK-1, бывшее грузовое судно «Курмарк» (нем. Kurmark), в германском флоте обозначался как «Судно № 36», во флоте Великобритании — «Рейдер „A“».

## История создания
«Курмарк» был построен в 1930 году на верфи «Блом унд Фосс» в Гамбурге для линии «Гамбург—Америка» ГАПАГа. В целях экономии была повторно использована силовая установка, снятая с лайнера «Нью-Йорк», что в дальнейшем привело к многочисленным техническим проблемам.
Вместе с «Ноймарком» (последствии «Виддер») «Курмарк» стал одним из первых судов, переоборудованных во вспомогательные крейсера кригсмарине по программе, начавшейся 5 сентября 1939 года.

## Боевые действия

### Рейдерский поход
Будучи одним из первых вспомогательных крейсеров Германии во Второй мировой войне, «Орион» покинул свою базу 6 апреля 1940 года под командованием капитана 2-го ранга Курта Вейхера. Маскируясь под судно нейтрального государства он прошёл на юг Атлантического океана, где потопил своё первое судно — «Хэксби».
В мае 1940 года он обогнул мыс Горн и вошёл в Тихий океан, в июне в территориальных водах Новой Зеландии поставил мины вблизи Окленда. В ночь с 13 на 14 июня на них подорвался и затонул лайнер «Ниагара». Позднее на эти мины попали ещё два судна, а также два траулера и тральщик. Далее «Орион» совершил рейды по Тихому и Индийскому океанам и атаковал ещё 4 судна, одно из них отправил как приз во Францию, остальные потопил.
20 октября 1940 он встретился со вспомогательным крейсером «Комет» и вспомогательным судном «Кульмерланд». Действуя совместно они добавили на свой счёт ещё 7 судов, самым большим из которых стал лайнер «Рэнгитэйн». В следующем году их пути разошлись.
Следующие 6 месяцев крейсирования по Индийскому океану принесли только одну победу — было потоплено судно «Чосер» (июль 1941).
«Орион» вернулся в Бордо 23 августа 1941 года спустя 510 дней с начала похода пройдя 127 337 миль и потопив 10 судов.

### Судьба
В 1944 году был переименован в «Гектор» и использовался как учебно-артиллерийский корабль. В январе 1945 года ему вернули название «Орион» и использовали в качестве транспорта для эвакуации по Балтийскому морю беженцев из восточной Германии. 4 мая 1945 года по пути в Копенгаген, вблизи Свинемюнде, он был  потоплен бомбами в ходе налёта 51-го минно-торпедного авиаполка СССР. Из более чем 4 000 человек, находившихся на борту, погибло 150.
В 1952 году корпус судна был разобран на металл.

### Результаты
Потопленные и захваченные суда:
| Дата            | Название судна | Тип            | Принадлежность | Тоннаж, брт | Груз | Судьба                                                         |
| --------------- | -------------- | -------------- | -------------- | ----------- | ---- | -------------------------------------------------------------- |
| 24 апреля 1940  | Haxby          | грузовое судно | Великобритания | 5 207       |      | потоплено артиллерией и торпедой                               |
| 19 июня 1940    | Tropic Sea     | грузовое судно | Норвегия       | 8 750       |      | приз, отправлено в Бордо, по пути потоплено ВМС Великобритании |
| 16 августа 1940 | Notou          | грузовое судно | Франция        | 2 489       |      | потоплено подрывными зарядами                                  |
| 20 августа 1940 | Turakina       | грузовое судно | Великобритания | 9 691       |      | потоплено артиллерией и торпедами                              |
| 14 октября 1940 | Ringwood       | грузовое судно | Норвегия       | 7 203       |      | потоплено подрывными зарядами                                  |
| 29 июля 1941    | Chaucer        | грузовое судно | Великобритания | 5 790       |      | потоплено артиллерией и торпедами                              |

Потоплено на минах, установленных «Орионом»:
| Дата         | Название судна | Тип                 | Принадлежность | Тоннаж, брт | Груз | Судьба                         |
| ------------ | -------------- | ------------------- | -------------- | ----------- | ---- | ------------------------------ |
| 19 июня 1940 | Niagara        | пассажирский лайнер | Великобритания | 13 415      |      | подорвалось на мине и затонуло |
| июнь 1940    | Puriri         | грузовое судно      | Новая Зеландия | 927         |      | подорвалось на мине и затонуло |
| июнь 1940    | Port Bowen     |                     |                | 8 276       |      | подорвалось на мине и затонуло |
| июнь 1940    | Britannic      |                     |                | 1 500       |      | подорвалось на мине и затонуло |

Совместно с «Кометом»:
| Дата           | Название судна | Тип                 | Принадлежность | Тоннаж, брт | Груз    | Судьба                            |
| -------------- | -------------- | ------------------- | -------------- | ----------- | ------- | --------------------------------- |
| 25 ноября 1940 | Holmwood       | грузовое судно      | Новая Зеландия | 546         |         | потоплено артиллерией             |
| 27 ноября 1940 | Rangitane      | пассажирский лайнер | Великобритания | 16 712      |         | потоплено артиллерией             |
| 6 декабря 1940 | Triona         | грузовое судно      | Австралия      | 4 413       | фосфаты | потоплено артиллерией и торпедами |
| 7 декабря 1940 | Vinni          | грузовое судно      | Норвегия       | 5 181       |         | потоплено подрывными зарядами     |
| 7 декабря 1940 | Komata         | грузовое судно      | Австралия      | 3 900       |         | потоплено подрывными зарядами     |
| 8 декабря 1940 | Triadic        | грузовое судно      | Австралия      | 6 378       |         | потоплено подрывными зарядами     |
| 8 декабря 1940 | Triaster       | грузовое судно      | Новая Зеландия | 6 032       |         | потоплено подрывными зарядами     |

Тоннаж потопленных и захваченных «Кометом» судов составляет около 80 000 брт (тоннаж потопленных совместно с «Кометом» судов разделён между ними).